# 나바정
나바정(那波町)은 효고현 아코군에 있던 촌이다. 현재의 아이오이시에 해당한다. 1939년에 아이오이정에 편입되었기 때문에 소멸하였다.

## 역사
- 1889년 4월 1일 - 정촌제 시행에 수반해 아코군 나바촌이 성립하였다.
- 1931년 11월 1일 - 정으로 승격해 나바정이 되었다.
- 1939년 4월 1일 - 아이오이정에 편입해 소멸하였다.

## 교통

### 철도
- 철도성 (현 서일본 여객철도)
  - 산요 본선

### 도로
- 국도 2호선
- 국도 제250호선 (일본)(일본어판)